# Bulbophyllum peltopus
Bulbophyllum peltopus là một loài phong lan thuộc chi Bulbophyllum.